# The Derby (film 1905 Hepworth)
The Derby è un cortometraggio muto del 1905 diretto da Cecil M. Hepworth.

## Produzione
Il film fu prodotto dalla Hepworth.

## Distribuzione
Distribuito dalla Hepworth, il documentario presumibilmente uscì nelle sale cinematografiche britanniche nel 1905.
Non si hanno altre notizie del film che si ritiene perduto, forse distrutto nel 1924 quando il produttore Cecil M. Hepworth, ormai fallito, cercò di recuperare l'argento del nitrato fondendo le pellicole.